# Stefanie Stahl
Stefanie Desiree Stahl (* 27. Dezember 1963 in Hamburg) ist eine deutsche Psychologin und Autorin.

## Leben
Stefanie Stahls Eltern waren der Jurist Walter Stahl und die Heilpraktikerin Mona Stahl. Sie machte 1983 am Albert-Schweitzer-Gymnasium in Hamburg-Ohlsdorf Abitur. Von 1984 bis 1990 studierte Stefanie Stahl Psychologie an der Universität Trier. Ihre Approbation erlangte sie 1999. Seit 1994 bis heute führt sie in Trier eine Privatpraxis für Psychotherapie. Bis 2014 arbeitete sie als psychologische Sachverständige bei Gericht.
Ihr erstes Buch So bin ich eben schrieb sie gemeinsam mit Melanie Alt. Es erschien 2005 und wurde 2016 noch einmal von Stahl überarbeitet. Nachdem sie beruflich mit der Thematik Bindungsangst in Berührung gekommen war, entstand Jein! Bindungsängste erkennen und bewältigen und 2011 Leben kann auch einfach sein!.
Ihr Buch Das Kind in dir muss Heimat finden erschien im November 2015 und war Ende 2016 der Spiegel-Jahresbestseller Nummer 1 im Bereich Ratgeber. Das Buch wurde in den Jahren 2017 bis 2022 Spiegel-Jahresbestseller im Bereich Paperback/Sachbuch. 2017 erschien das Arbeitsbuch zu Das Kind in dir muss Heimat finden. Der Roman Das Kind in mir will achtsam morden (2022) aus der Krimireihe von Karsten Dusse spielt auf den Buchtitel an.
Seit 2019 veranstaltet Stahl Matching-Partys, auf denen sie einen abgewandelten Myers-Briggs-Typenindikator und die Theorie des inneren Kindes präsentiert. Gemeinsam mit Psychologen und Moderator Lukas Klaschinski hostet sie den Podcast So bin ich eben, in dem sie die psychologischen Mechanismen hinter Phänomenen wie Bindungsangst, Narzissmus oder Schüchternheit aufschlüsseln. Seit Januar 2021 spricht sie in ihrem Podcast Stahl aber herzlich mit Betroffenen über deren spezifische psychologische Probleme im Rahmen eines psychologischen Erstgespräches.

## Kritik
Am 1. September 2023 veröffentlichte die Süddeutsche Zeitung einen Artikel, der darlegte, dass Stahl einige Stellen des Buches Neuropsychotherapie des Psychotherapeuten Klaus Grawe in ihrem Buch Wer wir sind größtenteils unverändert übernommen hatte, ohne diese als Zitate zu kennzeichnen. Die entsprechenden Plagiatsfunde gehen auf Recherchen der Ärztin und Psychoanalytikerin Diana Pflichthofer und des österreichischen Plagiatsexperten Stefan Weber zurück.
Daniel Strassberg, Zürcher Psychoanalytiker und Facharzt für Psychiatrie und Psychotherapie, sagt „«Die meisten Menschen können ihre Muster nicht durchbrechen.» Das verschwiegen Ratgeberautoren oft. Es habe etwas Unmoralisches, die Menschen mit der Illusion zu versorgen, es sei ganz einfach, seine Muster zu verändern. Doch die Illusion zieht. Gerade in diesen Zeiten. Das weiß er von seiner Praxis, die er bis vor kurzem führte: Früher hätten die Weltereignisse die Menschen weniger beschäftigt, in den letzten Jahren seien sie wegen Covid, Klimakrise und Krieg verunsicherter denn je. In diese Lücke springe Stahl. «Ihre Bücher trösten [und] sind von einer erschreckenden Banalität.» Sie habe sich wissenschaftlicher Erkenntnisse bedient und sie bis zur Unkenntlichkeit trivialisiert.“
Stahl sprach auf einer Veranstaltung auf Einladung des Esoterik-Netzwerks „Die Quelle“. So wie vor ihr der Historiker und Verschwörungstheoretiker Daniele Ganser, oder das selbsternannte «Medium» Christina von Dreien. Stefanie Stahl distanziert sich davon und meint, dass sie weder „spirituell“ noch „esoterisch“ sei und mit Verschwörungstheoretikern wie Daniele Ganser nichts zu tun habe.
Laut der Fachärztin für Psychosomatische Medizin und Psychotherapie Diana Pflichthofer verstößt Stefanie Stahl „schamlos gegen wissenschaftliche Prinzipien“. Der Inhalt ihrer Bücher sei eine Pseudowissenschaft mit biologistischen und häufig unbelegten Behauptungen. Diese Einschätzung teilt der Psychologie-Professor Joachim Funke in seinem Blog „Fremde Gedanken bei Stefanie Stahl“.

## Veröffentlichungen
- Jein! Bindungsängste erkennen und bewältigen. Ellert & Richter, Hamburg 2008, ISBN 978-3-8319-0290-3.
- Leben kann auch einfach sein! Ellert & Richter, Hamburg 2011, ISBN 978-3-8319-0443-3.
- Vom Jein zum Ja! Ellert & Richter, Hamburg 2014, ISBN 978-3-8319-0570-6.
- Ja, Nein, Vielleicht! Kösel-Verlag, München 2014, ISBN 978-3-466-31038-8.
- Das Kind in dir muss Heimat finden. Kailash-Verlag, München 2015, ISBN 978-3-424-63107-4.
  - Amerikanische Fassung in englischer Übersetzung: The Child in You: The Breakthrough Method for Bringing Out Your Authentic Self. Penguin Books, New York 2020, ISBN 978-0-14-313593-7.
- Das Kind in dir muss Heimat finden – Das Arbeitsbuch. Kailash-Verlag, München 2017, ISBN 978-3-424-63143-2.
- So bin ich eben! Ellert & Richter, Hamburg 2016, ISBN 978-3-8319-0673-4.
- Jeder ist beziehungsfähig. Kailash-Verlag, München 2017, ISBN 978-3-424-63139-5.
- So stärken Sie Ihr Selbstwertgefühl. Ellert & Richter, Hamburg 2018, ISBN 978-3-8319-0706-9.
- Nestwärme, die Flügel verleiht. Gemeinsam mit Julia Tomuschat, Gräfe und Unzer, München 2018, ISBN 978-3-8338-6725-5.
- Sonnenkind und Schattenkind. Kailash-Verlag, München 2019, ISBN 978-3-424-63181-4.
- Wer wir sind. Kailash-Verlag, München 2022, ISBN 978-3-424-63235-4.